# 普羅維登斯鎮區 (北卡羅萊納州帕斯闊坦克縣)
普羅維登斯鎮區（英語：Providence Township）是位於美國北卡羅萊納州帕斯闊坦克縣的一個鎮區。

## 地方資料
普羅維登斯鎮區的面積為118.31平方千米，皆為陸地。根據2020年美國人口普查的數據，當地共有人口9245人，而人口密度為每平方千米78.14人。